# Третяк (монета)
Третяк, або тернарій (лат. ternarius, пол. trzeciak) — назва:
- польської грошово-рахункової одиниці; на початку 14 століття становила 3 денарії — еквівалент 1/4 празького гроша.
- польської срібної монети, що карбувалася приблизно в Кракові Польським Королівством за правління короля Казимира ІІІ (при ньому карбували також гріш краківський[1]). Отримала назву «чверть гроша», або «півквартника». 
Наприкінці 14 ст. вартість квартника зменшилась до 1/6 гроша — тобто 3 денаріїв, тому отримав назву «тернар», іноді — «малий квартник». Ця монета карбувалась в 1398—1403 роках; пізніше — в 1527—1546, 1591—1627 роках. В середньому важив 0,5 г (0,1 г чистого срібла)
- грошово-рахункової одиниці на українських землях ХІХ століття, окупованих Росією; становив 3 шаги, чи 6 копійок.